# Чемпионат Европы по баскетболу 2007. Группа D
В этой статье представлено положение команд и результаты матчей в группе D первого раунда чемпионата Европы по баскетболу 2007. Состав группы был определён во время жеребьёвки 19 октября 2006 года в Мадриде, Испания. В группе участвовали сборные Италии, Польши, Словении и Франции. Команды сыграли друг с другом в один круг. Каждая команда провела по три матча. Матчи прошли с 3 по 5 сентября 2007 года на «Сентро де Текнификасьон» в Аликанте, Испания.
Три лучшие команды вышли во второй раунд.

## Команды
| Команда  | Квалификация                                                   | Квалификация     | Участие   | Участие | Участие | Лучший результат         |
| Команда  | Способ                                                         | Дата             | Последнее | Всего   | Подряд  | Лучший результат         |
| -------- | -------------------------------------------------------------- | ---------------- | --------- | ------- | ------- | ------------------------ |
| Италия   | 1/8 финала чемпионата мира 2006                                | 26 августа 2006  | 2005      | 33      | 23      | Чемпион (1983, 1999)     |
| Польша   | Победитель группы A отборочного турнира чемпионата Европы 2007 | 16 сентября 2006 | 1997      | 22      | 1       | Серебряный призёр (1963) |
| Словения | 1/8 финала чемпионата мира 2006                                | 26 августа 2006  | 2005      | 8       | 8       | 6-е место (2005)         |
| Франция  | 5-е место на чемпионате мира 2006                              | 2 сентября 2006  | 2005      | 33      | 16      | Серебряный призёр (1949) |

## Положение команд
|  | Команда вышла в плей-офф |

| Команда  | Игр | В | П | МЗ  | МП  | МР  | Очки |
| -------- | --- | - | - | --- | --- | --- | ---- |
| Словения | 3   | 3 | 0 | 206 | 186 | +20 | 6    |
| Франция  | 3   | 2 | 1 | 209 | 195 | +14 | 5    |
| Италия   | 3   | 1 | 2 | 209 | 208 | +1  | 4    |
| Польша   | 3   | 0 | 3 | 188 | 223 | −35 | 3    |

Время начала матчей дано по местному времени (UTC+2).

## Результаты матчей

### 1-й тур

#### Польша — Франция
| 3 сентября 2007 19:00 | Отчёт | Польша                     | 66–74    | Франция            | «Сентро де Текнификасьон», Аликанте Зрителей: 3 000 Судьи: Владимир Драбиковский Сретен Радович Сергей Буланов |
| 3 сентября 2007 19:00 | Отчёт | 18–22, 14–13, 21–25, 13–14 |          |                    | «Сентро де Текнификасьон», Аликанте Зрителей: 3 000 Судьи: Владимир Драбиковский Сретен Радович Сергей Буланов |
| 3 сентября 2007 19:00 | Отчёт | Войцик 19                  | Очки     | Паркер 16          | «Сентро де Текнификасьон», Аликанте Зрителей: 3 000 Судьи: Владимир Драбиковский Сретен Радович Сергей Буланов |
| 3 сентября 2007 19:00 | Отчёт | Дылевич 8                  | Подборы  | 4 игрока по 4      | «Сентро де Текнификасьон», Аликанте Зрителей: 3 000 Судьи: Владимир Драбиковский Сретен Радович Сергей Буланов |
| 3 сентября 2007 19:00 | Отчёт | Дылевич 4                  | Передачи | Гомис, Паркер по 4 | «Сентро де Текнификасьон», Аликанте Зрителей: 3 000 Судьи: Владимир Драбиковский Сретен Радович Сергей Буланов |

#### Италия — Словения
| 3 сентября 2007 21:30 | Отчёт | Италия                     | 68–69    | Словения             | «Сентро де Текнификасьон», Аликанте Зрителей: 2 500 Судьи: Лазарос Вореадис Висенте Бульто Оскар Лефверт |
| 3 сентября 2007 21:30 | Отчёт | 14–21, 11–17, 20–18, 23–13 |          |                      | «Сентро де Текнификасьон», Аликанте Зрителей: 2 500 Судьи: Лазарос Вореадис Висенте Бульто Оскар Лефверт |
| 3 сентября 2007 21:30 | Отчёт | Буллери 20                 | Очки     | Смодиш 19            | «Сентро де Текнификасьон», Аликанте Зрителей: 2 500 Судьи: Лазарос Вореадис Висенте Бульто Оскар Лефверт |
| 3 сентября 2007 21:30 | Отчёт | Базиле 7                   | Подборы  | Нестерович 6         | «Сентро де Текнификасьон», Аликанте Зрителей: 2 500 Судьи: Лазарос Вореадис Висенте Бульто Оскар Лефверт |
| 3 сентября 2007 21:30 | Отчёт | Буллери 5                  | Передачи | Смодиш, Лакович по 3 | «Сентро де Текнификасьон», Аликанте Зрителей: 2 500 Судьи: Лазарос Вореадис Висенте Бульто Оскар Лефверт |

### 2-й тур

#### Франция — Италия
| 4 сентября 2007 19:00 | Отчёт | Франция                    | 69–62    | Италия      | «Сентро де Текнификасьон», Аликанте Зрителей: 3 000 Судьи: Лазарос Вореадис Сретен Радович Миливое Йовчич |
| 4 сентября 2007 19:00 | Отчёт | 17–20, 14–16, 20–11, 18–15 |          |             | «Сентро де Текнификасьон», Аликанте Зрителей: 3 000 Судьи: Лазарос Вореадис Сретен Радович Миливое Йовчич |
| 4 сентября 2007 19:00 | Отчёт | Паркер 36                  | Очки     | Барньяни 16 | «Сентро де Текнификасьон», Аликанте Зрителей: 3 000 Судьи: Лазарос Вореадис Сретен Радович Миливое Йовчич |
| 4 сентября 2007 19:00 | Отчёт | Вайс 8                     | Подборы  | Джильи 9    | «Сентро де Текнификасьон», Аликанте Зрителей: 3 000 Судьи: Лазарос Вореадис Сретен Радович Миливое Йовчич |
| 4 сентября 2007 19:00 | Отчёт | Паркер 2                   | Передачи | Соранья 4   | «Сентро де Текнификасьон», Аликанте Зрителей: 3 000 Судьи: Лазарос Вореадис Сретен Радович Миливое Йовчич |

#### Словения — Польша
| 4 сентября 2007 21:30 | Отчёт | Словения                 | 70–52    | Польша        | «Сентро де Текнификасьон», Аликанте Зрителей: 2 400 Судьи: Висенте Бульто Сергей Буланов Оскар Лефверт |
| 4 сентября 2007 21:30 | Отчёт | 13–19, 21–7, 12–7, 24–19 |          |               | «Сентро де Текнификасьон», Аликанте Зрителей: 2 400 Судьи: Висенте Бульто Сергей Буланов Оскар Лефверт |
| 4 сентября 2007 21:30 | Отчёт | Э. Лорбек 16             | Очки     | Плюта 12      | «Сентро де Текнификасьон», Аликанте Зрителей: 2 400 Судьи: Висенте Бульто Сергей Буланов Оскар Лефверт |
| 4 сентября 2007 21:30 | Отчёт | Нестерович 12            | Подборы  | Дылевич 9     | «Сентро де Текнификасьон», Аликанте Зрителей: 2 400 Судьи: Висенте Бульто Сергей Буланов Оскар Лефверт |
| 4 сентября 2007 21:30 | Отчёт | Лакович 5                | Передачи | Скибневский 2 | «Сентро де Текнификасьон», Аликанте Зрителей: 2 400 Судьи: Висенте Бульто Сергей Буланов Оскар Лефверт |

### 3-й тур

#### Словения — Франция
| 5 сентября 2007 19:00 | Отчёт | Словения                   | 67–66    | Франция       | «Сентро де Текнификасьон», Аликанте Зрителей: 2 700 Судьи: Лазарос Вореадис Владимир Драбиковский Миливое Йовчич |
| 5 сентября 2007 19:00 | Отчёт | 16–18, 15–21, 21–17, 15–10 |          |               | «Сентро де Текнификасьон», Аликанте Зрителей: 2 700 Судьи: Лазарос Вореадис Владимир Драбиковский Миливое Йовчич |
| 5 сентября 2007 19:00 | Отчёт | Смодиш, Лорбек по 15       | Очки     | Паркер 25     | «Сентро де Текнификасьон», Аликанте Зрителей: 2 700 Судьи: Лазарос Вореадис Владимир Драбиковский Миливое Йовчич |
| 5 сентября 2007 19:00 | Отчёт | Смодиш 6                   | Подборы  | 3 игрока по 5 | «Сентро де Текнификасьон», Аликанте Зрителей: 2 700 Судьи: Лазарос Вореадис Владимир Драбиковский Миливое Йовчич |
| 5 сентября 2007 19:00 | Отчёт | Лакович, Драгич по 4       | Передачи | 3 игрока по 1 | «Сентро де Текнификасьон», Аликанте Зрителей: 2 700 Судьи: Лазарос Вореадис Владимир Драбиковский Миливое Йовчич |

#### Польша — Италия
| 5 сентября 2007 21:30 | Отчёт | Польша                     | 70–79    | Италия       | «Сентро де Текнификасьон», Аликанте Зрителей: 3 000 Судьи: Сретен Радович Висенте Бульто Оскар Лефверт |
| 5 сентября 2007 21:30 | Отчёт | 16–14, 19–27, 22–23, 13–15 |          |              | «Сентро де Текнификасьон», Аликанте Зрителей: 3 000 Судьи: Сретен Радович Висенте Бульто Оскар Лефверт |
| 5 сентября 2007 21:30 | Отчёт | Плюта 15                   | Очки     | Белинелли 20 | «Сентро де Текнификасьон», Аликанте Зрителей: 3 000 Судьи: Сретен Радович Висенте Бульто Оскар Лефверт |
| 5 сентября 2007 21:30 | Отчёт | Дылевич 7                  | Подборы  | Барньяни 7   | «Сентро де Текнификасьон», Аликанте Зрителей: 3 000 Судьи: Сретен Радович Висенте Бульто Оскар Лефверт |
| 5 сентября 2007 21:30 | Отчёт | Кошарек 11                 | Передачи | Буллери 8    | «Сентро де Текнификасьон», Аликанте Зрителей: 3 000 Судьи: Сретен Радович Висенте Бульто Оскар Лефверт |